# Cửa sổ hoa hồng

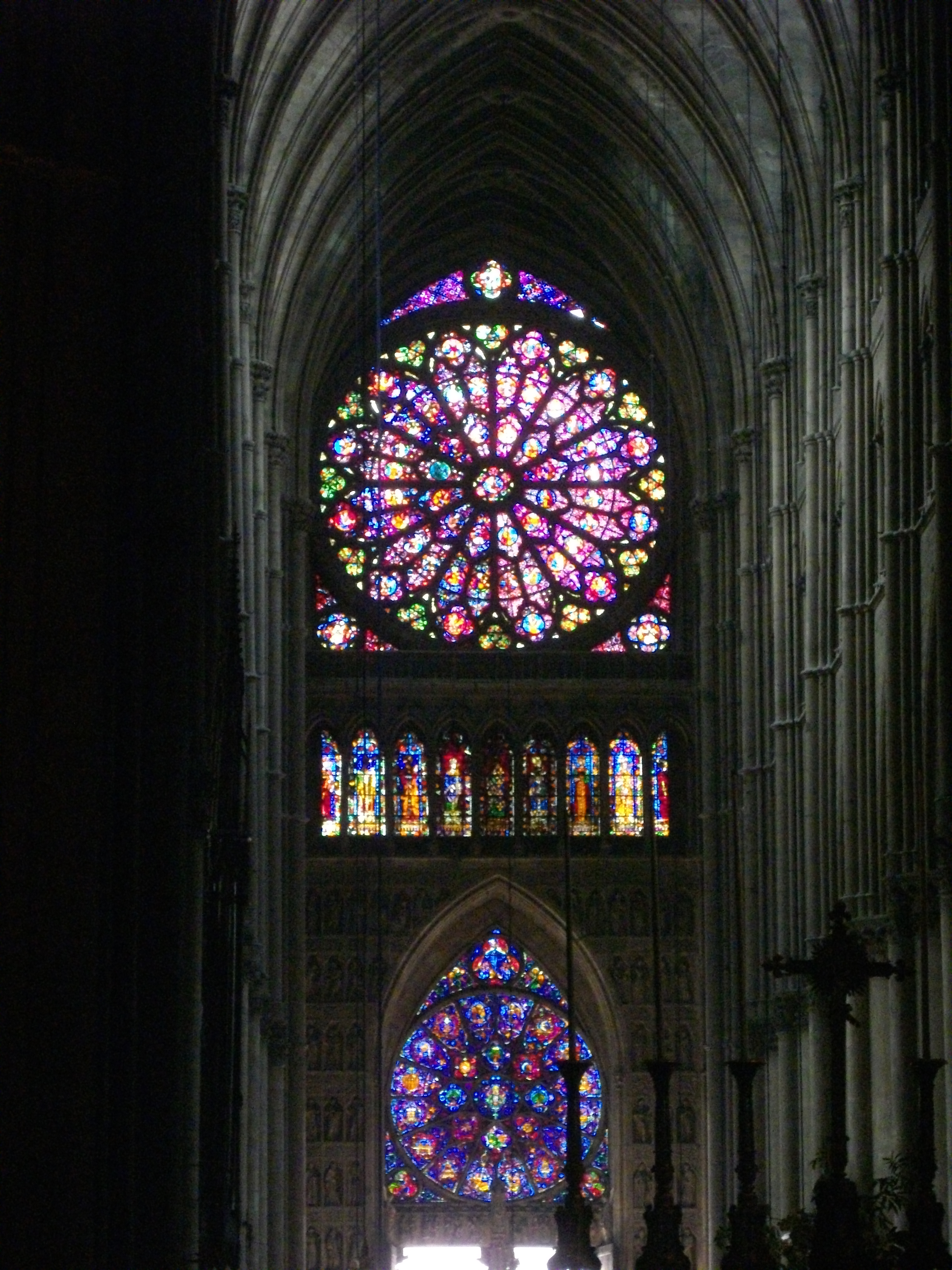
Cửa sổ hoa hồng và những ô kính màu ghép tại cánh phía bắc Nhà thờ chính tòa Đức Bà Reims, Pháp

Cửa sổ hoa hồng thường được sử dụng như một thuật ngữ chung áp dụng cho cửa sổ hình tròn, nhưng đặc biệt được sử dụng cho những cửa sổ được tìm thấy trong các nhà thờ chính tòa và nhà thờ Gothic. Gọi là "cửa sổ" nhưng hầu như chúng không có cánh cửa, và xét theo kiến trúc đương đại thì chúng chính là những kiểu gạch hoa gió dùng để trang trí, lấy ánh sáng và làm thông thoáng cho công trình.
Các cửa sổ hoa hồng được chia thành các phân đoạn với tỷ lệ khác nhau bằng các thanh đá hoặc các đường gờ đúc. Thuật ngữ cửa sổ hoa hồng không được sử dụng trước thế kỷ 17 và theo Từ điển tiếng Anh Oxford, và các nguồn khác, xuất phát từ hoa hồng trong tiếng Anh.
Tên "cửa sổ bánh xe" thường được áp dụng cho cửa sổ được chia bởi các nan đơn giản tỏa ra từ một cửa sổ trung tâm hoặc mở, trong khi thuật ngữ "cửa sổ hoa hồng" được dành cho những cửa sổ đó, đôi khi có thiết kế rất phức tạp, có thể được nhìn thấy. tương tự như một bông hồng nhiều cánh. Cửa sổ hoa hồng còn được gọi là "cửa sổ Catherine" theo tên Thánh Catherine thành Alexandria, người bị kết án hành hình trên một bánh xe gãy có gai. Một cửa sổ hình tròn không có gờ đúc như được tìm thấy trong nhiều nhà thờ Ý, được gọi là "cửa sổ mắt" (Oculus).
Cửa sổ hoa hồng đặc biệt đặc trưng của kiến trúc Gothic và có thể được nhìn thấy trong tất cả các Nhà thờ Gothic lớn ở miền Bắc nước Pháp. Nguồn gốc của chúng sớm hơn nhiều và cửa sổ hoa hồng có thể được nhìn thấy dưới nhiều hình thức khác nhau trong suốt thời kỳ Trung cổ. Sự nổi tiếng của chúng đã được hồi sinh, cùng với các đặc điểm thời Trung cổ khác, trong thời kỳ phục hưng Gothic của thế kỷ 19 để chúng được nhìn thấy trong các nhà thờ Thiên chúa giáo trên khắp thế giới.

## Hình ảnh

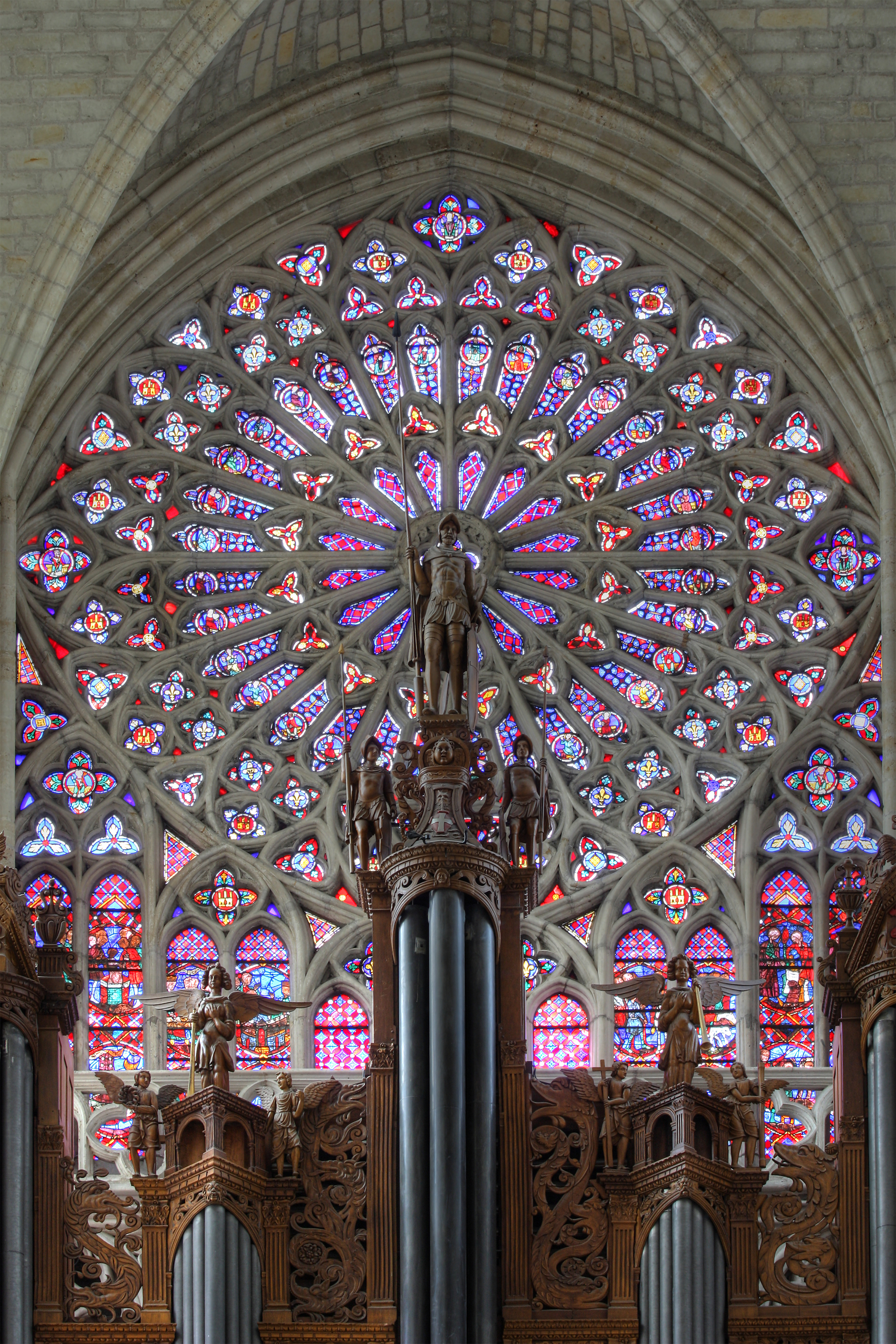
Nhà thờ chính tòa Tours
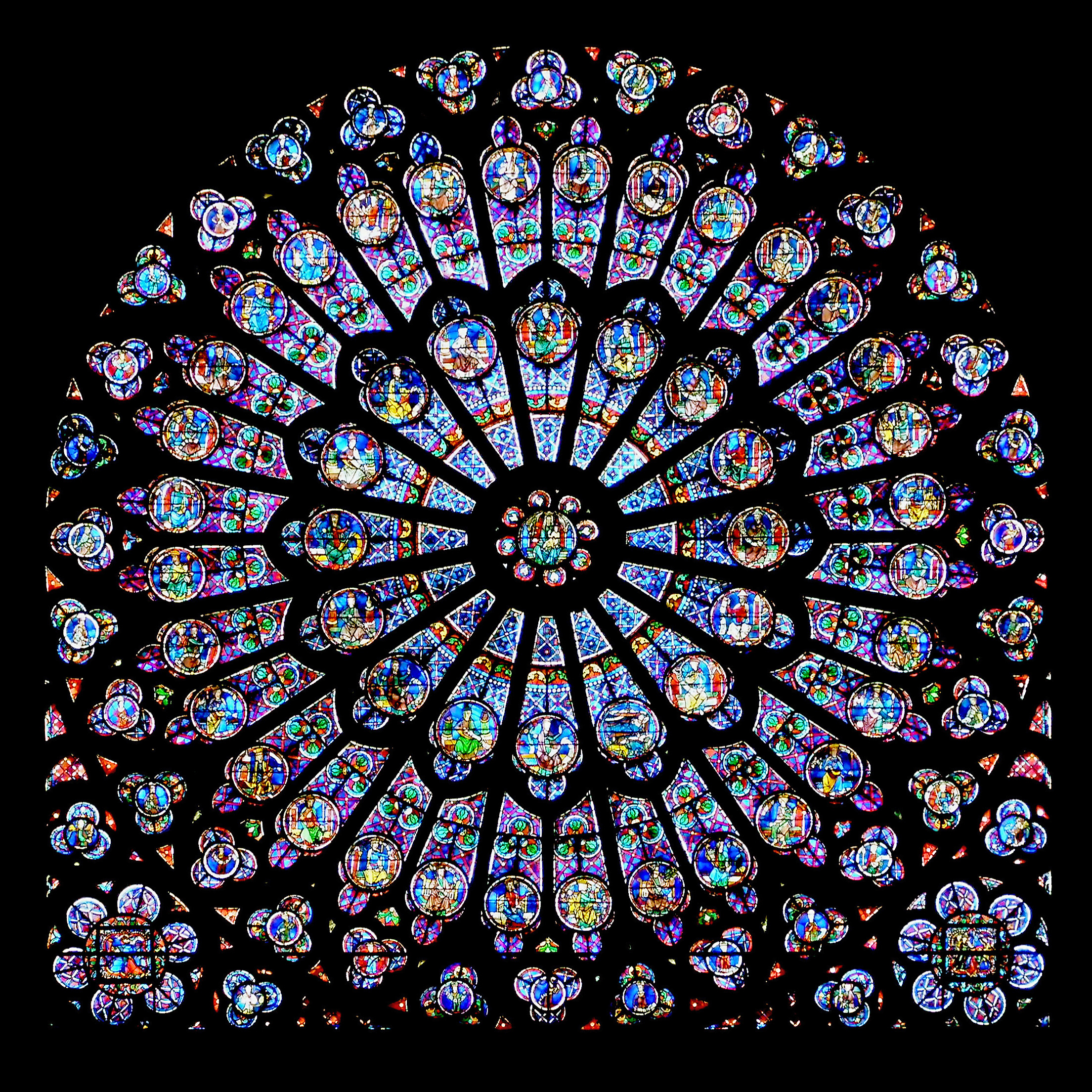
Cánh phía bắc Nhà thờ Đức Bà Paris
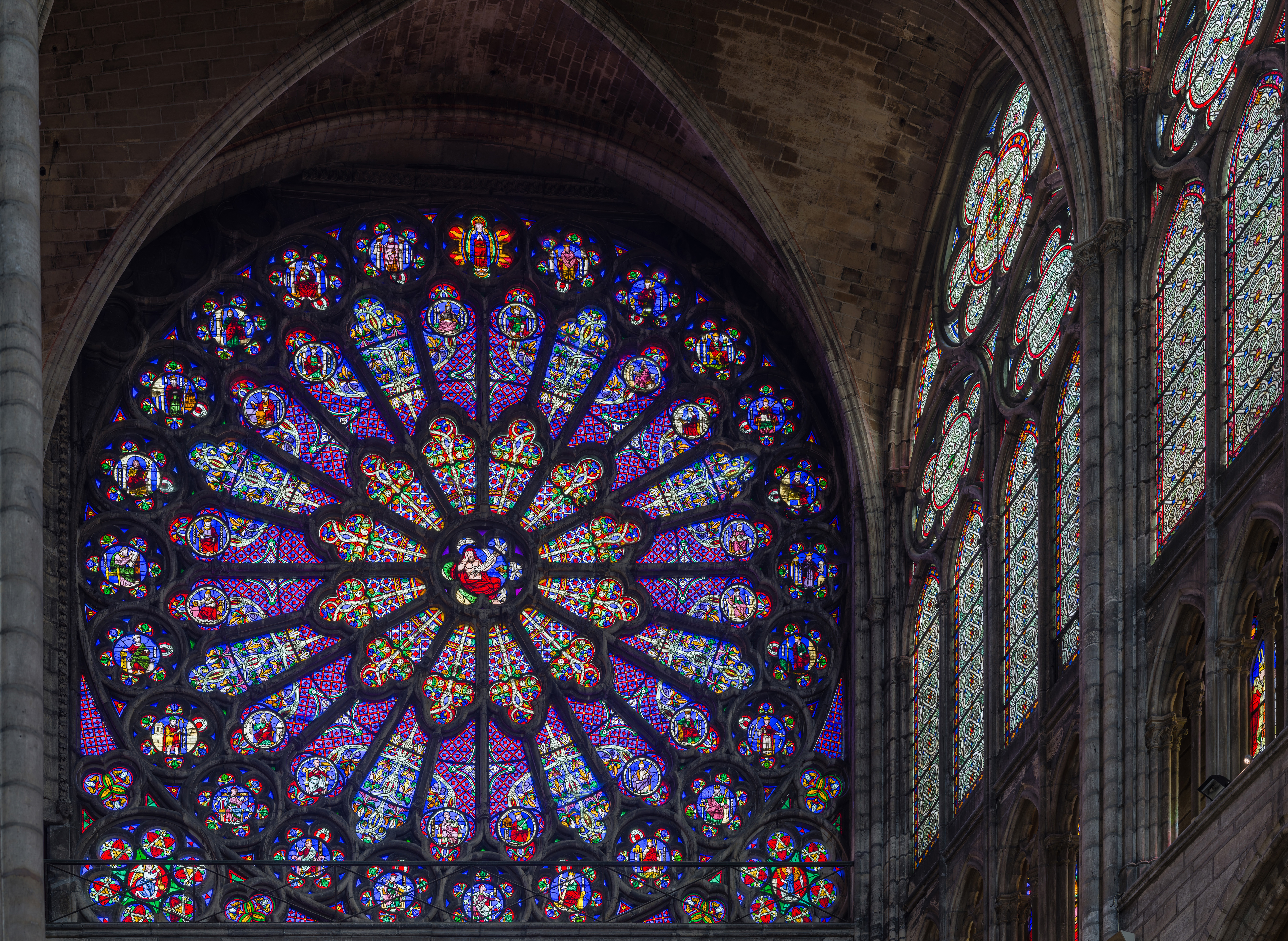
Ở cánh phía bắc Vương cung thánh đường Thánh Denis, Seine-Saint-Denis, Pháp
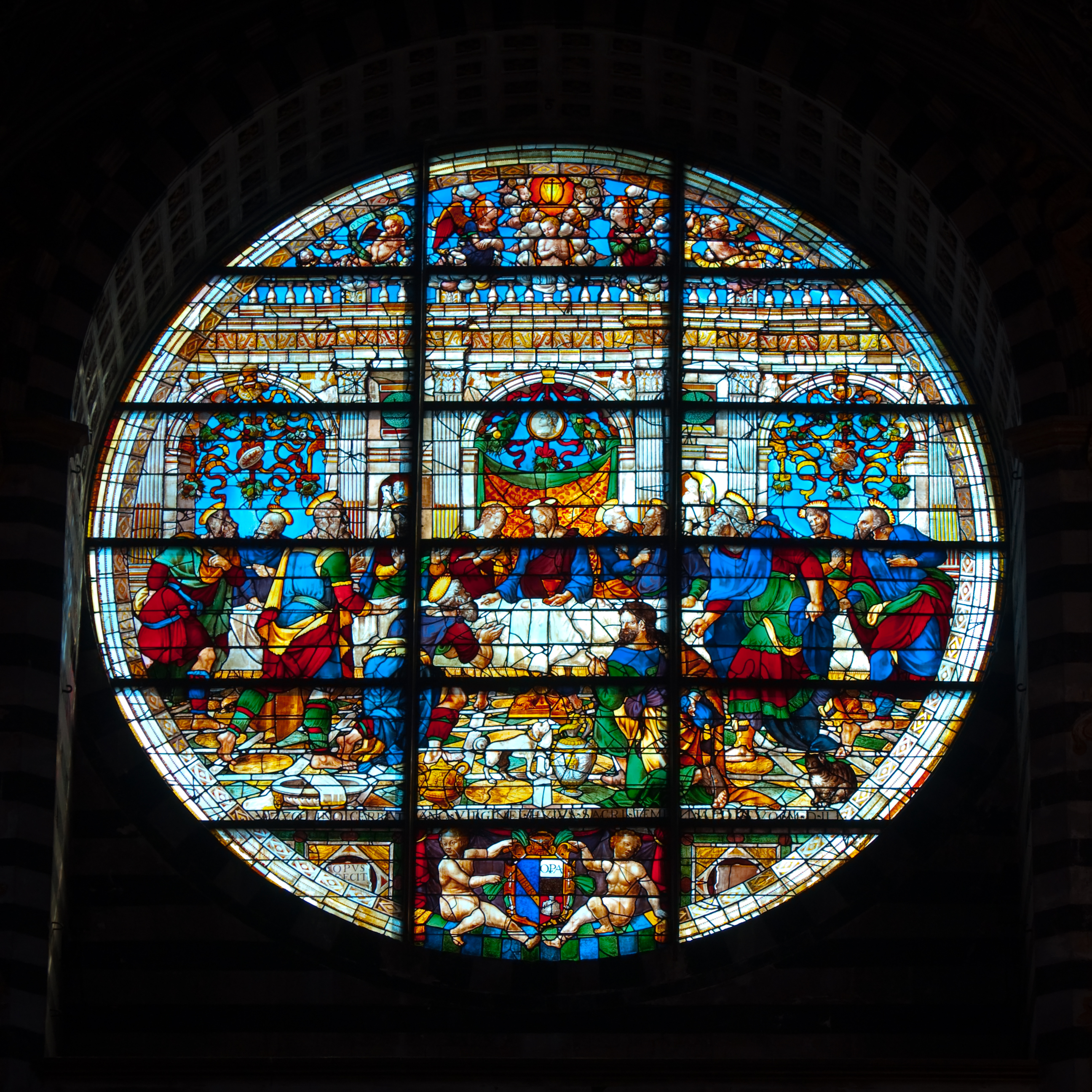
Nhà thờ chính tòa Siena
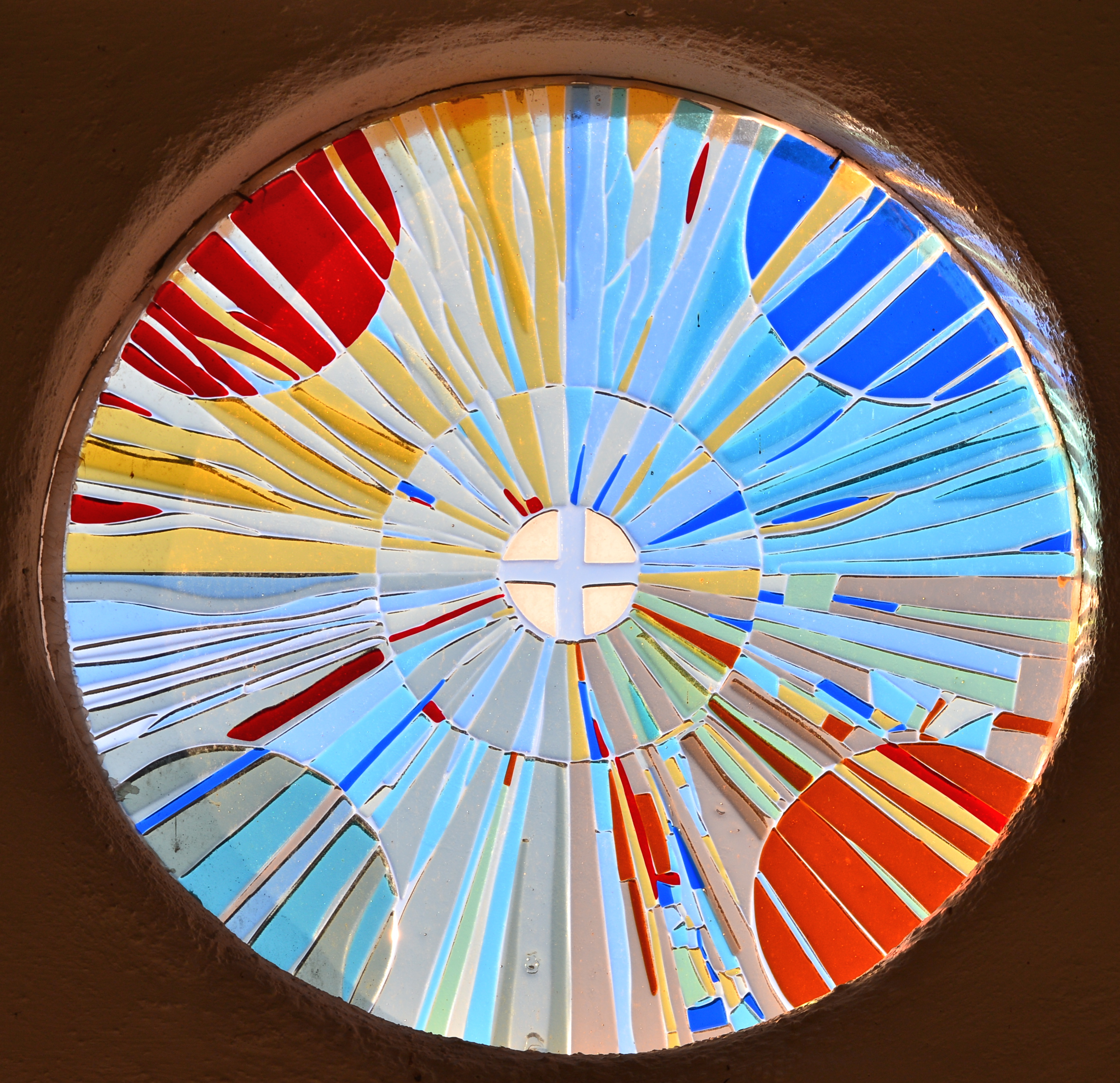
Cửa sổ một nhà thờ tư nhân tại Sankt Primus am Kreuzberg, Kärnten, Áo
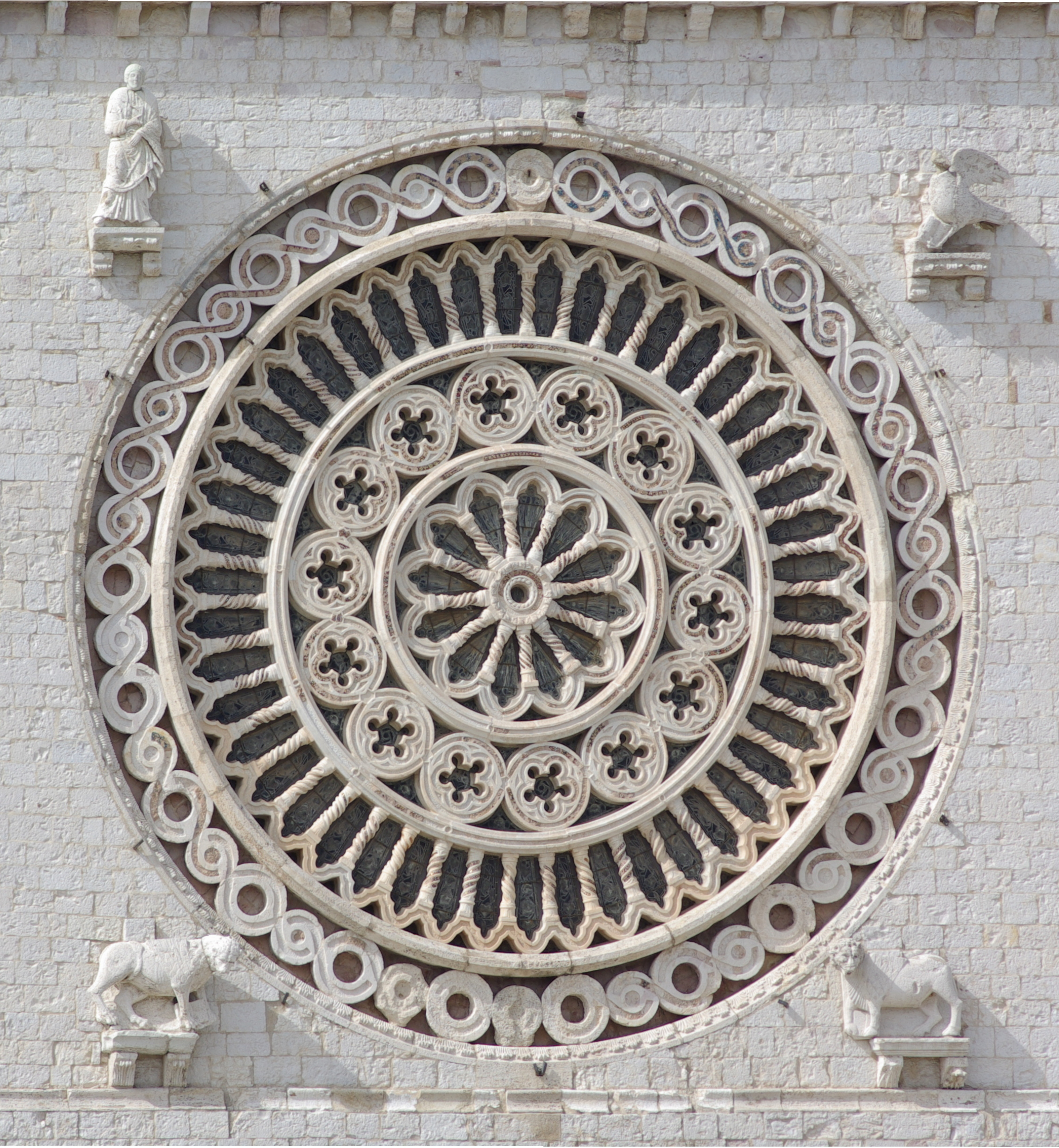
Cửa sổ hoa hồng Vương cung thánh đường Thánh Phanxicô thành Assisi
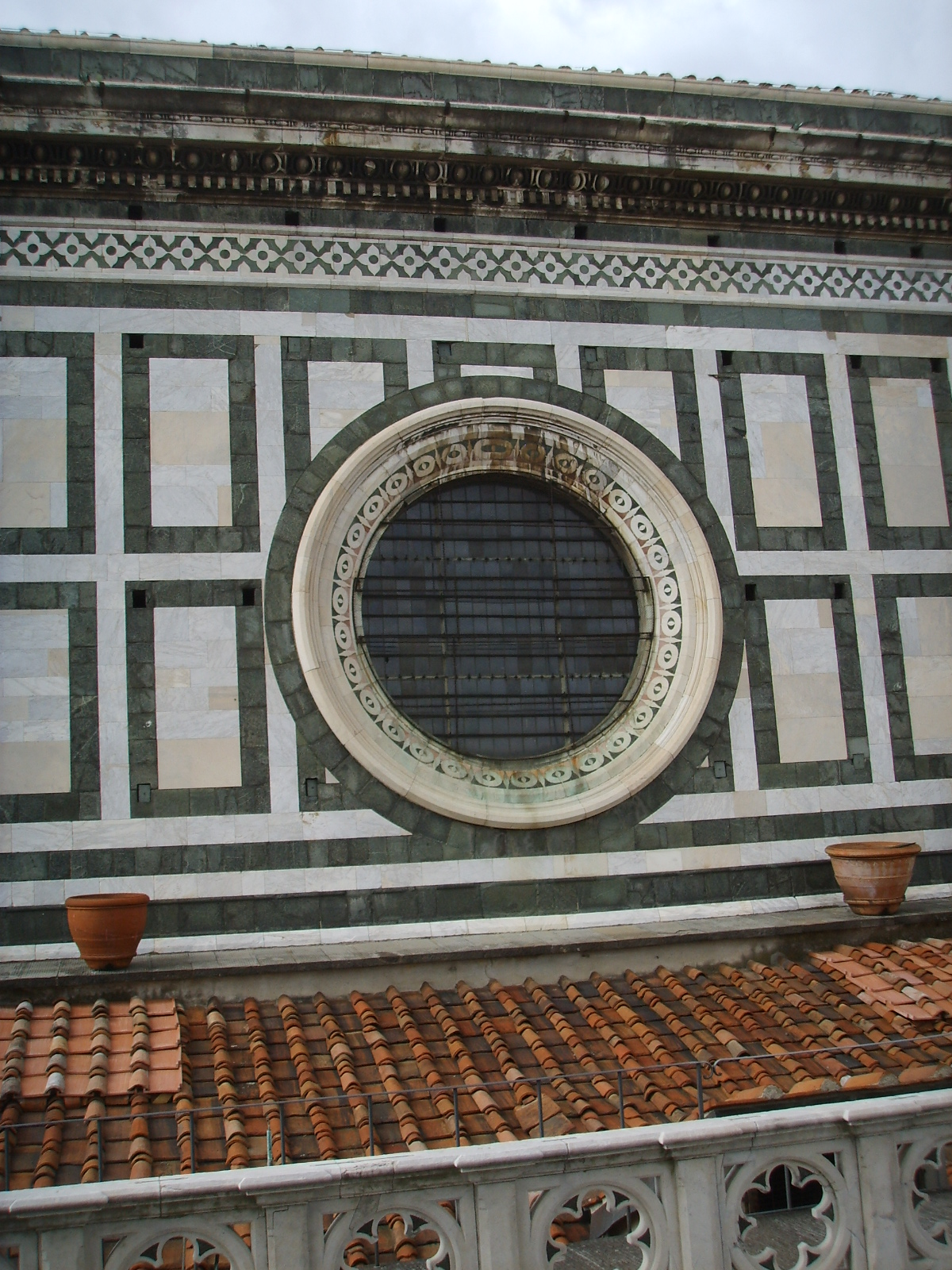
"cửa sổ mắt" (Oculus) Nhà thờ chính tòa Firenze
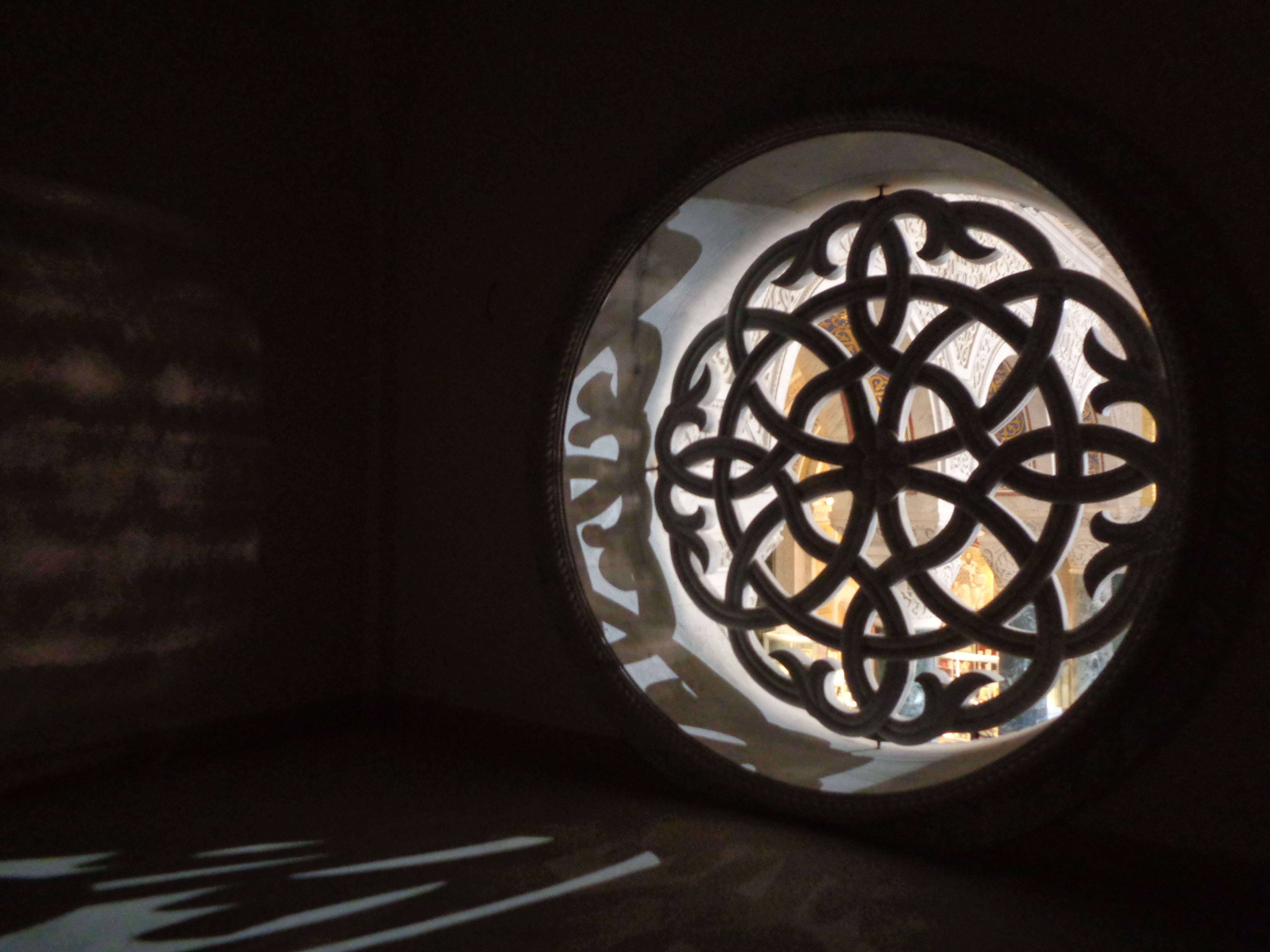
Cửa sổ hoa hồng hiện đại ở Nhà thờ chính tòa Thánh Sava, Belgrade